# Haďačský rajón
Haďačský rajón (ukrajinsky Гадяцький район) byl rajón v Poltavské oblasti na Ukrajině. Hlavním městem byl Haďač a rajón měl přibližně 30 tisíc obyvatel. 

## Sídla v rajónu
- Haďač